# Europese kampioenschappen mountainbike
De Europese kampioenschappen mountainbike worden gehouden sinds 1989 en staan onder auspiciën van de Union Européenne de Cyclisme (UEC), de Europese Wielerunie. De wielersportdiscipline kent vier onderdelen: cross-country, downhill, marathon en four-cross. Niet alle onderdelen staan (en stonden) tijdens hetzelfde kampioenschap op het programma sinds de eerste editie in 1989.
De winnaars dragen tot de volgende editie de sterrentrui.

## Edities
| Jaar | Cross-country             | Dual slalom              | Downhill            | Marathon                  | Trial                     | Beachrace                  | Ultra marathon             |
| ---- | ------------------------- | ------------------------ | ------------------- | ------------------------- | ------------------------- | -------------------------- | -------------------------- |
| 1989 | Anzère                    |                          |                     | nog niet op het programma | nog niet op het programma | nog niet op het programma  | nog niet op het programma  |
| 1991 | La Bourboule              |                          | La Bourboule        | nog niet op het programma | nog niet op het programma | nog niet op het programma  | nog niet op het programma  |
| 1992 | Möllbrücke                |                          | Möllbrücke          | nog niet op het programma | nog niet op het programma | nog niet op het programma  | nog niet op het programma  |
| 1993 | Klosters                  |                          | Klosters            | nog niet op het programma | nog niet op het programma | nog niet op het programma  | nog niet op het programma  |
| 1994 | Métabief                  |                          | Métabief            | nog niet op het programma | nog niet op het programma | nog niet op het programma  | nog niet op het programma  |
| 1995 | Špindlerův Mlýn           |                          | Špindlerův Mlýn     | nog niet op het programma | nog niet op het programma | nog niet op het programma  | nog niet op het programma  |
| 1996 | Bassano del Grappa        |                          | Bassano del Grappa  | nog niet op het programma | nog niet op het programma | nog niet op het programma  | nog niet op het programma  |
| 1997 | Silkeborg                 |                          | Métabief            | nog niet op het programma | nog niet op het programma | nog niet op het programma  | nog niet op het programma  |
| 1998 | Aywaille                  | Špindlerův Mlýn          | Špindlerův Mlýn     | nog niet op het programma | nog niet op het programma | nog niet op het programma  | nog niet op het programma  |
| 1999 | Porto de Mós              | La Molina                | La Molina           | nog niet op het programma | nog niet op het programma | nog niet op het programma  | nog niet op het programma  |
| 2000 | Rhenen                    | Vars                     | Vars                | nog niet op het programma | nog niet op het programma | nog niet op het programma  | nog niet op het programma  |
| 2001 | Sankt-Wendel              | Livigno                  | Livigno             | nog niet op het programma | nog niet op het programma | nog niet op het programma  | nog niet op het programma  |
| 2002 | Zurich                    |                          |                     | nog niet op het programma | nog niet op het programma | nog niet op het programma  | nog niet op het programma  |
| Jaar | Cross-country             | Four-cross               | Downhill            | Marathon                  | Trial                     | Beachrace                  | Ultra marathon             |
| 2003 | Graz                      | Graz                     | Graz                |                           | Graz                      | nog niet op het programma  | nog niet op het programma  |
| 2004 | Wałbrzych                 | Wałbrzych                | Wałbrzych           | Wałbrzych                 | Wałbrzych                 | nog niet op het programma  | nog niet op het programma  |
| 2005 | Kluisbergen               |                          | Commezzadura        |                           | Kluisbergen               | nog niet op het programma  | nog niet op het programma  |
| 2006 | Limosano                  | Stollberg/Erzgeb.        | Commezzadura        | Tambre                    | Keulen                    | nog niet op het programma  | nog niet op het programma  |
| 2007 | Cappadocië                | Elatochori               | Elatochori          | Sankt-Wendel              | Wałbrzych                 | nog niet op het programma  | nog niet op het programma  |
| 2008 | Sankt-Wendel              |                          | Caspoggio           | Albstadt                  | Heubach                   | nog niet op het programma  | nog niet op het programma  |
| 2009 | Zoetermeer                | Ajdovščina               | Kranjska Gora       | Tartu                     | Zoetermeer                | nog niet op het programma  | nog niet op het programma  |
| 2010 | Haifa                     | Willingen                | Hafjell             | Montebelluna              | Melsungen                 | nog niet op het programma  | nog niet op het programma  |
| 2011 | Dohňany                   |                          |                     | Kleinzell                 | Biella                    | nog niet op het programma  | nog niet op het programma  |
| 2012 | Moskou                    | Szczawno-Zdrój           |                     | Jablonné v Podještědí     | Weilrod                   | nog niet op het programma  | nog niet op het programma  |
| 2013 | Bern                      | Pamporovo                | Pamporovo           | Singen                    | Bern                      | nog niet op het programma  | nog niet op het programma  |
| 2014 | Sankt-Wendel              | Sankt-Wendel             |                     | Ballyhoura                | Wałbrzych                 | nog niet op het programma  | nog niet op het programma  |
| 2015 | Chies d'Alpago            | Chies d'Alpago           | Wisła               | Singen                    | Chies d'Alpago            | nog niet op het programma  | nog niet op het programma  |
| Jaar | Cross-country             | Cross-country eliminator | Downhill            | Marathon                  | Trial                     | Beachrace                  | Ultra marathon             |
| 2016 | Huskvarna                 | Huskvarna                | Wisła               | Sigulda                   | Le Puy-en-Velay           | Scheveningen               | nog niet op het programma  |
| 2017 | Darfo Boario Terme        | Darfo Boario Terme       | Sestola             | Svit                      | -                         | Scheveningen               | nog niet op het programma  |
| 2018 | Glasgow                   | Graz-Stattegg            | Lousã               | Spilimbergo               | Moudon                    | Scheveningen               | Vielha                     |
| 2019 | Brno                      | Brno                     | Pampilhosa da Serra | Kvam                      | Lucca                     | Duinkerke                  | Vielha                     |
| 2020 | Monteceneri               | –                        | –                   | –                         | –                         | –                          | –                          |
| 2021 | Novi Sad                  | Novi Sad                 | Maribor             | Evolène                   | –                         | Duinkerke                  |                            |
| 2022 | Anadia                    | Anadia                   | Maribor             | –                         |                           | Duinkerke                  |                            |
| Jaar | Cross-country XCO-XCC-XCR | Eliminator XCE           | Downhill DHI        | Marathon XCM              | Jeugd XCO-XCC-XCR         | niet meer op het programma | niet meer op het programma |
| 2023 | Krakau                    | Les Menuires             | –                   | Laissac-Sévérac-l'Église  |                           | niet meer op het programma | niet meer op het programma |
| 2024 | Cheile Grădiştei          | nog niet bekend          | Champéry            | Viborg                    | Huskvarna                 | niet meer op het programma | niet meer op het programma |
| 2025 | Melgaço                   | nog niet bekend          | nog niet bekend     | Casella                   | Jönköping                 | niet meer op het programma | niet meer op het programma |
| 2026 | nog niet bekend           | nog niet bekend          | nog niet bekend     | Ramales de la Victoria    | nog niet bekend           |                            |                            |
| 2027 | nog niet bekend           | nog niet bekend          | nog niet bekend     | Jerez de los Caballeros   | nog niet bekend           |                            |                            |

## Cross-country

### Mannen
| Jaar                | Plaats             | Organiserend land   | Goud                      | Zilver                    | Brons               |
| ------------------- | ------------------ | ------------------- | ------------------------- | ------------------------- | ------------------- |
| 1989                | Anzère             | Zwitserland         | Roger Honegger            | Philippe Perakis          | Erich Übelhardt     |
| geen editie in 1990 |                    |                     |                           |                           |                     |
| 1991                | La Bourboule       | Frankrijk           | Erich Übelhardt           | Mario Noris               | Thomas Frischknecht |
| 1992                | Möllbrücke         | Oostenrijk          | Erich Übelhardt           | Gerhard Zadrobilek        | Lorenz Saurer       |
| 1993                | Klosters-Serneus   | Zwitserland         | Thomas Frischknecht       | Daniele Bruschi           | Petr Hric           |
| 1994                | Métabief           | Frankrijk           | Albert Iten               | Gary Foord                | Benny Heylen        |
| 1995                | Špindlerův Mlýn    | Tsjechië            | Jean-Christophe Savignoni | Luca Bramati              | Christophe Dupouey  |
| 1996                | Bassano del Grappa | Italië              | Christophe Dupouey        | Hubert Pallhuber          | Cyrille Bonnand     |
| 1997                | Silkeborg          | Denemarken          | Lennie Kristensen         | Luca Bramati              | Beat Wabel          |
| 1998                | Aywaille           | België              | Christophe Dupouey        | Bas van Dooren            | Thomas Frischknecht |
| 1999                | Porto de Mós       | Portugal            | Miguel Martinez           | Grégory Vollet            | Roberto Lezaun      |
| 2000                | Rhenen             | Nederland           | Filip Meirhaeghe          | Bart Brentjens            | Roel Paulissen      |
| 2001                | Sankt Wendel       | Duitsland           | Bart Brentjens            | José Antonio Hermida      | Lado Fumic          |
| 2002                | Zurich             | Zwitserland         | José Antonio Hermida      | Lado Fumic                | Roel Paulissen      |
| 2003                | Graz               | Oostenrijk          | Ralph Näf                 | Julien Absalon            | Lado Fumic          |
| 2004                | Wałbrzych          | Polen               | José Antonio Hermida      | Lado Fumic                | Ralph Näf           |
| 2005                | Kluisbergen        | België              | Jean-Christophe Péraud    | Julien Absalon            | Marco Bui           |
| 2006                | Limosano           | Italië              | Julien Absalon            | Christoph Sauser          | Ralph Näf           |
| 2007                | Cappadocië         | Turkije             | José Antonio Hermida      | Julien Absalon            | Fredrik Kessiakoff  |
| 2008                | Sankt Wendel       | Duitsland           | Florian Vogel             | Christoph Sauser          | Jakob Fuglsang      |
| 2009                | Zoetermeer         | Nederland           | Ralph Näf                 | José Antonio Hermida      | Sven Nys            |
| 2010                | Haifa              | Israël              | Jaroslav Kulhavý          | Lukas Flückiger           | Marco Fontana       |
| 2011                | Dohňany            | Slowakije           | Jaroslav Kulhavý          | Julien Absalon            | Florian Vogel       |
| 2012                | Moskou             | Rusland             | Moritz Milatz             | Sergio Mantecon           | Ralph Näf           |
| 2013                | Bern               | Zwitserland         | Julien Absalon            | Nino Schurter             | Marco Fontana       |
| 2014                | Sankt Wendel       | Duitsland           | Julien Absalon            | Fabian Giger              | Jan Škarnitzl       |
| 2015                | Chies d'Alpago     | Italië              | Julien Absalon            | Lukas Flückiger           | Manuel Fumic        |
| 2016                | Huskvarna          | Zweden              | Julien Absalon            | Fabian Giger              | Ondrej Cink         |
| 2017                | Darfo Boario Terme | Italië              | Florian Vogel             | Julien Absalon            | Manuel Fumic        |
| 2018                | Glasgow            | Verenigd Koninkrijk | Lars Forster              | Luca Braidot              | David Valero        |
| 2019                | Brno               | Tsjechië            | Mathieu van der Poel      | Florian Vogel             | Milan Vader         |
| 2020                | Monteceneri        | Zwitserland         | Nino Schurter             | Titouan Carod             | Mathias Flückiger   |
| 2021                | Novi Sad           | Servië              | Lars Forster              | Sebastian Fini Carstensen | Filippo Colombo     |
| 2022                | München            | Duitsland           | Tom Pidcock               | Sebastian Fini Carstensen | Filippo Colombo     |
| 2023                | Krakau             | Polen               | Vlad Dascălu              | Lars Forster              | Luca Braidot        |
| 2024                | Cheile Grădiştei   | Roemenië            | Simone Avondetto          | Simon Andreassen          | Julian Schelb       |

### Vrouwen
| Jaar | Plaats             | Organiserend land   | Goud                   | Zilver                 | Brons                |
| ---- | ------------------ | ------------------- | ---------------------- | ---------------------- | -------------------- |
| 1992 | Möllbrücke         | Oostenrijk          | Silvia Fürst           | Cornelia Sulzer        | Chantal Daucourt     |
| 1993 | Klosters-Serneus   | Zwitserland         | Chantal Daucourt       | Caroline Alexander     | Cornelia Sulzer      |
| 1994 | Métabief           | Frankrijk           | Paola Pezzo            | Sophie Hosotte-Eglin   | Maria Paola Turcutto |
| 1995 | Špindlerův Mlýn    | Tsjechië            | Caroline Alexander     | Silvia Rovira          | Nina Årrestad        |
| 1996 | Bassano del Grappa | Italië              | Paola Pezzo            | Nadia De Negri         | Silvia Fürst         |
| 1997 | Silkeborg          | Denemarken          | Chantal Daucourt       | Alla Epifanova         | Annabella Stopparo   |
| 1998 | Aywaille           | België              | Laurence Leboucher     | Gunn-Rita Dahle        | Margarita Fullana    |
| 1999 | Porto de Mós       | Portugal            | Paola Pezzo            | Barbara Blatter        | Margarita Fullana    |
| 2000 | Rhenen             | Nederland           | Laurence Leboucher     | Paola Pezzo            | Caroline Alexander   |
| 2001 | Sankt Wendel       | Duitsland           | Laurence Leboucher     | Sabine Spitz           | Irina Kalentjeva     |
| 2002 | Zurich             | Zwitserland         | Gunn-Rita Dahle        | Laurence Leboucher     | Sabine Spitz         |
| 2003 | Graz               | Oostenrijk          | Gunn-Rita Dahle        | Irina Kalentjeva       | Margarita Fullana    |
| 2004 | Wałbrzych          | Polen               | Gunn-Rita Dahle        | Maja Włoszczowska      | Sabine Spitz         |
| 2005 | Kluisbergen        | België              | Gunn-Rita Dahle        | Maja Włoszczowska      | Margarita Fullana    |
| 2006 | Limosano           | Italië              | Margarita Fullana      | Gunn-Rita Dahle        | Sabine Spitz         |
| 2007 | Cappadocië         | Turkije             | Sabine Spitz           | Irina Kalentjeva       | Kateřina Nash        |
| 2008 | Sankt Wendel       | Duitsland           | Sabine Spitz           | Irina Kalentjeva       | Gunn-Rita Dahle      |
| 2009 | Zoetermeer         | Nederland           | Maja Włoszczowska      | Irina Kalentjeva       | Sabine Spitz         |
| 2010 | Haifa              | Israël              | Katrin Leumann         | Maja Włoszczowska      | Eva Lechner          |
| 2011 | Dohňany            | Slowakije           | Gunn-Rita Dahle        | Maja Włoszczowska      | Tanja Žakelj         |
| 2012 | Moskou             | Rusland             | Gunn-Rita Dahle        | Esther Süss            | Sabine Spitz         |
| 2013 | Bern               | Zwitserland         | Tanja Zakelj           | Eva Lechner            | Maja Włoszczowska    |
| 2014 | Sankt Wendel       | Duitsland           | Tanja Zakelj           | Blaža Klemenčič        | Maja Włoszczowska    |
| 2015 | Chies d'Alpago     | Italië              | Jolanda Neff           | Eva Lechner            | Blaža Klemenčič      |
| 2016 | Huskvarna          | Zweden              | Jolanda Neff           | Annika Langvad         | Sabine Spitz         |
| 2017 | Darfo Boario Terme | Italië              | Jana Belomoina         | Linda Indergand        | Gunn-Rita Dahle      |
| 2018 | Glasgow            | Verenigd Koninkrijk | Jolanda Neff           | Pauline Ferrand-Prévot | Githa Michiels       |
| 2019 | Brno               | Tsjechië            | Jolanda Neff           | Jana Belomoina         | Elisabeth Brandau    |
| 2020 | Monteceneri        | Zwitserland         | Pauline Ferrand-Prévot | Anne Terpstra          | Jana Belomoina       |
| 2021 | Novi Sad           | Servië              | Pauline Ferrand-Prévot | Anne Terpstra          | Anne Tauber          |
| 2022 | München            | Duitsland           | Loana Lecomte          | Pauline Ferrand-Prévot | Anne Terpstra        |
| 2023 | Krakau             | Polen               | Puck Pieterse          | Mona Mitterwallner     | Sina Frei            |
| 2024 | Cheile Grădiştei   | Roemenië            | Puck Pieterse          | Mona Mitterwallner     | Nina Benz            |

## Cross-country eliminator

### Mannen
| Jaar | Plaats             | Organiserend land | Goud                  | Zilver                | Brons             |
| ---- | ------------------ | ----------------- | --------------------- | --------------------- | ----------------- |
| 2013 | Bern               | Zwitserland       | Daniel Federspiel     | Miha Halzer           | Sepp Freiburghaus |
| 2014 | Sankt Wendel       | Duitsland         | Daniel Federspiel     | Ralph Näf             | Fabrice Mels      |
| 2015 | Chies d'Alpago     | Italië            | Jeroen Van Eck        | Heiko Hog             | Marcel Wildhaber  |
| 2016 | Huskvarna          | Zweden            | Emil Linde            | Daniel Federspiel     | Martin Setterberg |
| 2017 | Darfo Boario Terme | Italië            | Titouan Perrin-Ganier | Daniel Federspiel     | Jeroen Van Eck    |
| 2018 | Graz               | Oostenrijk        | Titouan Perrin-Ganier | Lorenzo Serres        | Simon Rogier      |
| 2019 | Brno               | Tsjechië          | Hugo Briatta          | Titouan Perrin-Ganier | Lorenzo Serres    |
| 2020 | Monteceneri        | Zwitserland       | Titouan Perrin-Ganier | Jeroen van Eck        | Hugo Briatta      |

### Vrouwen
| Jaar | Plaats             | Organiserend land | Goud               | Zilver             | Brons              |
| ---- | ------------------ | ----------------- | ------------------ | ------------------ | ------------------ |
| 2013 | Bern               | Zwitserland       | Jenny Rissveds     | Kathrin Stirnemann | Ramona Forchini    |
| 2014 | Sankt Wendel       | Duitsland         | Kathrin Stirnemann | Linda Indergand    | Alexandra Engen    |
| 2015 | Chies d'Alpago     | Italië            | Kathrin Stirnemann | Anna Oberparleiter | Chiara Teocchi     |
| 2016 | Huskvarna          | Zweden            | Iryna Popova       | Anne Terpstra      | Anna Oberparleiter |
| 2017 | Darfo Boario Terme | Italië            | Kathrin Stirnemann | Barbora Průdková   | Anne Terpstra      |
| 2018 | Graz               | Oostenrijk        | Iryna Popova       | Coline Clauzure    | Barbora Průdková   |
| 2019 | Brno               | Tsjechië          | Gaia Tormena       | Coline Clauzure    | Magdalena Durán    |
| 2020 | Monteceneri        | Zwitserland       | Gaia Tormena       | Linda Indergand    | Marion Fromberger  |

## Teamrelay (gemengde aflossing)
| Jaar | Plaats             | Organiserend land | Goud                                                                                             | Zilver                                                                                                 | Brons |
| ---- | ------------------ | ----------------- | ------------------------------------------------------------------------------------------------ | --- | --- |
| 2002 | Zurich             | Zwitserland       | Frankrijk Julien Absalon, Jean-Eudes Demaret, Laurence Leboucher, Cédric Ravanel                 | Zwitserland Florian Vogel, Barbara Blatter, Lukas Flückiger, Thomas Kalberer                           | Tsjechië Milan Spesny, Jaroslav Kulhavý, Ilona Bublova, Tomas Vokroulik                                   |
| 2003 | Graz               | Oostenrijk        | Zwitserland Ralph Näf, Balz Weber, Nino Schurter, Sarbara Blatter                                | Polen Marcin Karczynski, Piotr Formicki, Anna Szafraniec, Kryspin Pyrgies                              | Spanje Carlos Coloma, Ángel Espigares, Margarita Fullana, José Antonio Hermida                            |
| 2004 | Wałbrzych          | Polen             | Zwitserland Ralph Näf, Nino Schurter, Petra Henzi, Florian Vogel                                 | Duitsland Yvonne Kraft, Moritz Milatz, Stefan Sahm, Andi Weinhold                                      | Spanje Iñaki Lejarreta, Margarita Fullana, José Antonio Hermida                                           |
| 2005 | Kluisbergen        | België            | Italië Marco Bui, Toni Longo, Eva Lechner, Johannes Schweiggl                                    | Zwitserland Nino Schurter, Martin Fanger, Petra Henzi, Florian Vogel                                   | Zweden Emil Lindgren, Mattias Wengelin, Maria Östergren, Fredrik Kessiakoff                               |
| 2006 | Limosano           | Italië            | Zwitserland Ralph Näf, Petra Henzi, Martin Fanger, Nino Schurter                                 | Frankrijk Cédric Ravanel, Severine Hansen, Alexis Vuillermoz, Stéphane Tempier                         | Zweden Fredrik Kessiakoff, Emil Lindgren, Maria Ostergren, Matthias Wengelin                              |
| 2007 | Cappadocië         | Turkije           | Zwitserland Florian Vogel, Thomas Litscher, Petra Henzi, Nino Schurter                           | Frankrijk Alexis Vuillermoz, Fabien Canal, Cécile Ravanel, Cédric Ravanel                              | Italië Yader Zoli, Andrea Tiberi, Francesco Aulino, Eva Lechner                                           |
| 2008 | Sankt Wendel       | Duitsland         | Frankrijk Jean-Christophe Péraud, Arnaud Jouffroy, Laurence Leboucher, Alexis Vuillermoz         | Italië Marco Aurelio Fontana, Gerhard Kerschbaumer, Eva Lechner, Cristian Cominelli                    | Zweden Emil Lindgren, Alexandra Engen, Olof Jonsson, Alexander Wetterhall                                 |
| 2009 | Zoetermeer         | Nederland         | Zweden Emil Lindgren, Tobias Ludvigsson, Matthias Wengelin, Alexandra Engen                      | Zwitserland Thomas Litscher, Ralph Näf, Roger Walder, Nathalie Schneitter                              | Nederland Michiel van der Heijden, Rudi van Houts, Irjan Luttenberg, Sanne Paasen                         |
| 2010 | Haifa              | Israël            | Zwitserland Thomas Litscher, Ralph Näf, Roger Walder, Katrin Leumann                             | Italië Marco Aurelio Fontana, Maximilian Vieider, Eva Lechner, Gerhard Kerschbaumer                    | Tsjechië Ondřej Cink, Tomáš Paprstka, Tereza Huříková, Jan Škarnitzl                                      |
| 2011 | Dohňany            | Slowakije         | Frankrijk Fabien Canal, Victor Koretzky, Julie Bresset, Maxime Marotte                           | Zwitserland Thomas Litscher, Lars Forster, Nathalie Schneitter, Martin Gujan                           | Italië Marco Aurelio Fontana, Gerhard Kerschbaumer, Lorenzo Samparisi, Eva Lechner                        |
| 2012 | Moskou             | Rusland           | Italië Michele Casagrande, Gioele Bertolini, Eva Lechner, Luca Braidot                           | Zwitserland Martin Gujan, Katrin Leumann, Matthias Stirnemann, Dominic Zumstein                        | Nederland Michiel van der Heijden, Jesper Slik, Anne Terpstra, Henk-Jaap Moorlag                          |
| 2013 | Bern               | Zwitserland       | Italië Gioele Bertolini, Eva Lechner, Marco Aurelio Fontana, Gerhard Kerschbaumer                | Zwitserland Reto Indergand, Dominic Grab, Jolanda Neff, Nino Schurter                                  | Tsjechië Jan Nesvadba, Jan Vastl, Kateřina Nash, Ondřej Cink                                              |
| 2014 | Sankt Wendel       | Duitsland         | Frankrijk Jordan Sarrou, Hugo Pigeon, Margot Moschetti, Maxime Marotte                           | Duitsland Ben Zwiehoff, Tobias Eise, Helen Grobert, Moritz Milatz                                      | Italië Maximilian Vieider, Moreno Pellizzon, Lisa Rabensteiner, Marco Aurelio Fontana                     |
| 2015 | Chies d'Alpago     | Italië            | Duitsland Maximilian Brandl, Ben Zwiehoff, Helen Grobert, Manuel Fumic                           | Zwitserland Reto Indergand, Arnaud Hertling, Esther Süss, Andri Frischknecht                           | Tsjechië Jan Vastl, Matěj Průdek, Barbora Průdková, Jaroslav Kulhavý                                      |
| 2016 | Huskvarna          | Zweden            | Zwitserland Marcel Guerrini, Vital Albin, Jolanda Neff, Lars Forster                             | Frankrijk Victor Koretzky, Axel Zingle, Pauline Ferrand-Prévot, Jordan Sarrou                          | Duitsland Georg Egger, Niklas Schehl, Sabine Spitz, Ben Zwiehoff                                          |
| 2017 | Darfo Boario Terme | Italië            | Zwitserland Filippo Colombo, Joel Roth, Linda Indergand, Alessandra Keller, Andri Frischknecht   | Denemarken Sebastian Carstensen Fini, Alexander Andersen, Caroline Bohé, Simon Andreassen, Malene Degn | Italië Gerhard Kerschbaumer, Chiara Teocchi, Juri Zanotti, Marika Tovo, Nadir Colledani                   |
| 2018 | Graz               | Oostenrijk        | Italië Luca Braidot, Marika Tovo, Filippo Fontana, Chiara Teocchi, Juri Zanotti                  | Zwitserland Joris Ryf, Alexandre Balmer, Alessandra Keller, Sina Frei, Filippo Colombo                 | Denemarken Jonas Lindberg, Alexander Young Andersen, Simon Andreassen, Caroline Bohe, Malene Degn         |
| 2019 | Brno               | Tsjechië          | Zwitserland Joel Roth, Dario Lillo, Ramona Forchini, Sina Frei, Andri Frischknecht               | Italië Simone Avondetto, Andrea Colombo, Eva Lechner, Martina Berta, Luca Braidot                      | Denemarken Sebastian Fini, Markus Kaad Heuer, Sofie Heby Pedersen, Caroline Bohé, Simon Andreassen        |
| 2020 | Monteceneri        | Zwitserland       | Italië Luca Braidot, Eva Lechner, Filippo Agostinacchio, Nicole Pesse, Marika Tovo, Juri Zanotti | Frankrijk Mathis Azzaro, Luca Martin, Loana Lecomte, Olivia Onesti, Lena Gerault, Jordan Sarrou        | Zwitserland Fabio Püntener, Janis Baumann, Alessandra Keller, Noëlle Buri, Elisa Alvarez, Thomas Litscher |

## Marathon

### Mannen
| Jaar | Plaats                | Organiserend land | Goud             | Zilver              | Brons               |
| ---- | --------------------- | ----------------- | ---------------- | ------------------- | ------------------- |
| 2002 |                       |                   | Mauro Bettin     | Thomas Dietsch      | Roman Rametsteiner  |
| 2003 | Graz                  | Oostenrijk        | Thomas Dietsch   | Martin Kraler       | Jure Golčer         |
| 2004 | Wałbrzych             | Portugal          | Thomas Dietsch   | Roland Stauder      | Alban Lakata        |
| 2005 |                       |                   | Hannes Genze     | Andreas Kugler      | Sandro Späth        |
| 2006 | Tambre                | Italië            | Ralph Näf        | Thomas Stoll        | Andreas Kugler      |
| 2007 | Sankt Wendel          | Duitsland         | Christoph Sauser | Christoph Soukup    | Moritz Milatz       |
| 2008 | Albstadt              | Duitsland         | Alban Lakata     | Peter Riis Andersen | Urs Huber           |
| 2009 | Tartu                 | Estland           | Allan Oras       | Kalle Kriit         | Caspar Austa        |
| 2010 | Montebelluna          | Italië            | Ralph Näf        | Mirko Celestino     | Andreas Kugler      |
| 2011 | Kleinzell             | Oostenrijk        | Alexey Medvedev  | Jukka Vastaranta    | Tim Bohme           |
| 2012 | Jablonné v Podještědí | Tsjechië          | Kristian Hynek   | Pavel Boudny        | Alban Lakata        |
| 2013 | Singen                | Duitsland         | Alban Lakata     | Christoph Sauser    | Kristian Hynek      |
| 2014 | Ballyhoura            | Ierland           | Christoph Sauser | Jaroslav Kulhavý    | Christoph Soukup    |
| 2015 | Singen                | Duitsland         | Jaroslav Kulhavý | Kristian Hynek      | Sacha Weber         |
| 2016 | Sigulda               | Letland           | Peeter Pruus     | Tiago Ferreira      | Kristián Hynek      |
| 2017 | Svit                  | Slowakije         | Tiago Ferreira   | Alban Lakata        | Karl Platt          |
| 2018 | Spilimbergo           | Italië            | Aleksey Medvedev | Samuele Porro       | Fabian Rabensteiner |
| 2019 | Kvam                  | Noorwegen         | Tiago Ferreira   | Samuele Porro       | Peeter Pruus        |

### Vrouwen
| Jaar | Plaats                | Organiserend land | Goud               | Zilver            | Brons                 |
| ---- | --------------------- | ----------------- | ------------------ | ----------------- | --------------------- |
| 2002 |                       |                   | Andrea Huser       | Gunn-Rita Dahle   | Petra Schörkmayer     |
| 2003 | Graz                  | Oostenrijk        | Birgit Jüngst      | Gunn-Rita Dahle   | Sandra Klose          |
| 2004 | Wałbrzych             | Portugal          | Blaža Klemenčič    | Sandra Klose      | Ilona Bublová         |
| 2005 |                       |                   | Pia Sundstedt      | Birgit Jüngst     | Blaža Klemenčič       |
| 2006 | Tambre                | Italië            | Gunn-Rita Dahle    | Pia Sundstedt     | Dolores Maechler-Rupp |
| 2007 | Sankt Wendel          | Duitsland         | Sabine Spitz       | Ariëlle van Meurs | Esther Süss           |
| 2008 | Albstadt              | Duitsland         | Esther Süss        | Pia Sundstedt     | Antonia Wipfli        |
| 2009 | Tartu                 | Estland           | Gunn-Rita Dahle    | Maja Włoszczowska | Ivanda Eiduka         |
| 2010 | Montebelluna          | Italië            | Esther Süss        | Gunn-Rita Dahle   | Pia Sundstedt         |
| 2011 | Kleinzell             | Oostenrijk        | Pia Sundstedt      | Sally Bigham      | Elena Giacomuzzi      |
| 2012 | Jablonné v Podještědí | Tsjechië          | Pia Sundstedt      | Sally Bigham      | Silke Schmidt         |
| 2013 | Singen                | Duitsland         | Esther Süss        | Sally Bigham      | Sabine Spitz          |
| 2014 | Ballyhoura            | Ierland           | Tereza Huřiková    | Sally Bigham      | Borghild Løvset       |
| 2015 | Singen                | Duitsland         | Sabine Spitz       | Jolanda Neff      | Esther Süss           |
| 2016 | Sigulda               | Letland           | Sally Bigham       | Jennie Stenerhag  | Katazina Sosna        |
| 2017 | Svit                  | Slowakije         | Christina Kollmann | Claudia Galicia   | Angelika Tazreiter    |
| 2018 | Spilimbergo           | Italië            | Gunn-Rita Dahle    | Maja Włoszczowska | Ariane Lüthi          |
| 2019 | Kvam                  | Noorwegen         | Mara Fumagalli     | Blaža Pintarič    | Jennie Stenerhag      |

## Ultra marathon

### Mannen
| Jaar | Plaats | Organiserend land | Goud                | Zilver                  | Brons                         |
| ---- | ------ | ----------------- | ------------------- | ----------------------- | ----------------------------- |
| 2018 | Vielha | Spanje            | Joseba Albizu       | Alberto Fernández Sainz | Guillem Cassu Cantin          |
| 2019 | Vielha | Spanje            | Llibert Mill Garcia | Joseba Albizu           | Daniel Carreño Nin De Cardona |

### Vrouwen
| Jaar | Plaats | Organiserend land | Goud                   | Zilver                 | Brons                |
| ---- | ------ | ----------------- | ---------------------- | ---------------------- | -------------------- |
| 2018 | Vielha | Spanje            | Clara Fernández Chafer | Ramona Gabriel Batalla | Sandra Jordà Pascó   |
| 2019 | Vielha | Spanje            | Ramona Gabriel Batalla | Silvia Roura Pérez     | Gisela Biguet Espuña |

## Downhill

### Mannen
| Jaar                        | Plaats              | Organiserend land | Goud                | Zilver               | Brons                    |
| --------------------------- | ------------------- | ----------------- | ------------------- | -------------------- | ------------------------ |
| 1991                        | La Bourboule        | Frankrijk         | Christian Taillefer | Philippe Perakis     | Albert Iten              |
| 1992                        | Möllbrücke          | Oostenrijk        | Jürgen Sprich       | Albert Iten          | Paul Herijgers           |
| 1993                        | Klosters-Serneus    | Zwitserland       | Jürgen Sprich       | Bruno Zanchi         | Vincent Julliot          |
| 1994                        | Métabief            | Frankrijk         | Nicolas Vouilloz    | Tommy Johansson      | Corrado Herin            |
| 1995                        | Špindlerův Mlýn     | Tsjechië          | François Gachet     | Nicolas Vouilloz     | Alexandre Balaud         |
| 1996                        | Bassano del Grappa  | Italië            | Thomas Misser       | Jürgen Beneke        | Gianluca Bonanomi        |
| 1997                        | Métabief            | Frankrijk         | Nicolas Vouilloz    | Corrado Herin        | Jürgen Beneke            |
| 1998                        | Špindlerův Mlýn     | Tsjechië          | Nicolas Vouilloz    | Corrado Herin        | Jürgen Beneke            |
| 1999                        | La Molina           | Spanje            | Bruno Zanchi        | Rene Wildhaber       | Kristian Eriksson        |
| 2000                        | Vars                | Frankrijk         | Steve Peat          | Nicolas Vouilloz     | Fabien Barel             |
| 2001                        | Livigno             | Italië            | Filip Polc          | Corrado Herin        | Cédric Gracia            |
| geen editie in 2002         |                     |                   |                     |                      |                          |
| 2003                        | Graz                | Oostenrijk        | Julien Camelini     | Mickael Pascal       | Michael Deldycke         |
| 2004                        | Wałbrzych           | Polen             | Steve Peat          | Fabien Barel         | Julien Camelini          |
| 2005                        | Commezzadura        | Italië            | Fabien Barel        | Marc Beaumont        | Steve Peat               |
| 2006                        | Commezzadura        | Italië            | George Atherton     | Marc Beaumont        | Fabien Barel             |
| 2007                        | Elatochori          | Griekenland       | Joost Wichman       | Romain Saladini      | Dominik Gspan            |
| 2008                        | Caspoggio           | Italië            | Florent Payet       | Damien Spagnolo      | Nick Beer                |
| 2009                        | Kranjska Gora       | Slovenië          | Nick Beer           | Aurélien Giordanengo | Rémi Thirion             |
| 2010                        | Hafjell             | Noorwegen         | Robin Wallner       | Nick Beer            | Markus Pekoll            |
| geen editie in 2011 en 2012 |                     |                   |                     |                      |                          |
| 2013                        | Pamporovo           | Bulgarije         | Markus Pekoll       | Manuel Gruber        | Miran Vauh               |
| geen editie in 2014         |                     |                   |                     |                      |                          |
| 2015                        | Wisła               | Polen             | Jure Zabjek         | Slawomir Lukasik     | Lutz Weber               |
| 2016                        | Wisła               | Polen             | Slawomir Lukasik    | Lutz Weber           | Wojciech Czermak         |
| 2017                        | Sestola             | Italië            | Florent Payet       | Slawomir Lukasik     | Loris Revelli            |
| 2018                        | Lousã               | Portugal          | Francisco Pardal    | Benoît Coulanges     | Johannes Von Klebelsberg |
| 2019                        | Pampilhosa da Serra | Portugal          | Baptiste Pierron    | Benoît Coulanges     | David Trummer            |

## Dual slalom

### Mannen
| Jaar | Plaats          | Organiserend land | Goud             | Zilver         | Brons          |
| ---- | --------------- | ----------------- | ---------------- | -------------- | -------------- |
| 1998 | Špindlerův Mlýn | Tsjechië          | Michael Marosi   | Guido Tschugg  | Gerwin Peters  |
| 1999 | La Molina       | Spanje            | Mickael Deldycke | Michael Marosi | Jani Vesikko   |
| 2000 | Vars            | Frankrijk         | Mickael Deldycke | Steve Peat     | Karim Amour    |
| 2001 | Livigno         | Italië            | Cédric Gracia    | Karim Amour    | Scott Beaumont |

### Vrouwen
| Jaar | Plaats          | Organiserend land | Goud                   | Zilver           | Brons            |
| ---- | --------------- | ----------------- | ---------------------- | ---------------- | ---------------- |
| 1998 | Špindlerův Mlýn | Tsjechië          | Anne-Caroline Chausson | Helen Mortimer   | Giovanna Bonazzi |
| 1999 | La Molina       | Spanje            | Tracy Moseley          | Helena Kurandová | Sofia Fagerström |
| 2000 | Vars            | Frankrijk         | Céline Gros            | Nolvenn Lecaer   | Sarah Stieger    |
| 2001 | Livigno         | Italië            | Sabrina Jonnier        | Fionn Griffiths  | Tracy Moseley    |

## Four-cross

### Mannen
| Jaar                | Plaats            | Organiserend land | Goud           | Zilver             | Brons             |
| ------------------- | ----------------- | ----------------- | -------------- | ------------------ | ----------------- |
| 2003                | Graz              | Oostenrijk        | Michal Prokop  | Lukas Tamme        | Dale Holmes       |
| 2004                | Wałbrzych         | Polen             | Michal Prokop  | Lukas Tamme        | Leiv Ove Nordmark |
| geen editie in 2005 |                   |                   |                |                    |                   |
| 2006                | Stollberg/Erzgeb. | Duitsland         | Joost Wichman  | Scott Beaumont     | Guido Tschugg     |
| geen editie in 2007 |                   |                   |                |                    |                   |
| 2008                |                   |                   | Joost Wichman  | Romain Saladini    | Dominik Gspan     |
| 2009                | Ajdovščina        | Slovenië          | Michal Prokop  | Roger Rinderknecht | Tomas Slavik      |
| 2010                | Willingen         | Duitsland         | Joost Wichman  | Tomas Slavik       | Jurg Meijer       |
| geen editie in 2011 |                   |                   |                |                    |                   |
| 2012                | Szczawno-Zdrój    | Polen             | Felix Beckeman | Marek Peško        | Lukáš Mechura     |
| 2013                | Pamporovo         | Bulgarije         | Jakub Riha     | Giovanny Pozzoni   | Miran Vauh        |

### Vrouwen
| Jaar                            | Plaats         | Organiserend land | Goud                   | Zilver                | Brons                 |
| ------------------------------- | -------------- | ----------------- | ---------------------- | --------------------- | --------------------- |
| 2003                            | Graz           | Oostenrijk        | Anne-Caroline Chausson | Laetitia Le Corguille | Jana Horakova         |
| 2004                            | Wałbrzych      | Polen             | Anne-Caroline Chausson | Jana Horakova         | Laetitia Le Corguille |
| geen editie tussen 2005 en 2007 |                |                   |                        |                       |                       |
| 2008                            |                |                   | Sabrina Jonnier        | Célina Gros           | Rachel Seydoux        |
| 2009                            | Ajdovščina     | Slovenië          | Anita Molcik           | Rachel Seydoux        | Lucia Oetjen          |
| 2010                            | Willingen      | Duitsland         | Romana Labounkova      | Anita Molcik          | Anneke Beerten        |
| geen editie in 2011             |                |                   |                        |                       |                       |
| 2012                            | Szczawno-Zdrój | Polen             | Katy Curd              | Anita Molcik          | Lucia Oetjen          |
| 2013                            | Pamporovo      | Bulgarije         | Emmeline Ragot         | Morgane Charre        | Tereza Votavova       |

## Strandrace

### Mannen
| Jaar | Plaats       | Organiserend land | Goud                               | Zilver                             | Brons                              |
| ---- | ------------ | ----------------- | ---------------------------------- | ---------------------------------- | ---------------------------------- |
| 2016 | Scheveningen | Nederland         | Jasper Ockeloen                    | Ronan van Zandbeek                 | Ramses Bekkenk                     |
| 2017 | Scheveningen | Nederland         | Jasper Ockeloen                    | Robbert de Nijs                    | Ronan van Zandbeek                 |
| 2018 | Scheveningen | Nederland         | Lars Boom                          | Mike Teunissen                     | Bram Imming                        |
| 2019 | Duinkerke    | Frankrijk         | Ivar Slik                          | Timothy Dupont                     | Rick van Breda                     |
| 2020 | Duinkerke    | Frankrijk         | geannuleerd vanwege coronapandemie | geannuleerd vanwege coronapandemie | geannuleerd vanwege coronapandemie |
| 2021 | Duinkerke    | Frankrijk         | Samuel Leroux                      | Rick van Breda                     | Coen Vermeltfoort                  |
| 2022 | Duinkerke    | Frankrijk         | Coen Vermeltfoort                  | Timothy Dupont                     | Samuel Leroux                      |

### Vrouwen
| Jaar | Plaats       | Organiserend land | Goud                               | Zilver                             | Brons                              |
| ---- | ------------ | ----------------- | ---------------------------------- | ---------------------------------- | ---------------------------------- |
| 2016 | Scheveningen | Nederland         | Pauliena Rooijakkers               | Esther van Veen                    | Natalie van Gogh                   |
| 2017 | Scheveningen | Nederland         | Riejanne Markus                    | Claudia Koster                     | Rozanne Slik                       |
| 2018 | Scheveningen | Nederland         | Pauliena Rooijakkers               | Riejanne Markus                    | Rozanne Slik                       |
| 2019 | Duinkerke    | Frankrijk         | Nina Kessler                       | Riejanne Markus                    | Tessa Neefjes                      |
| 2020 | Duinkerke    | Frankrijk         | geannuleerd vanwege coronapandemie | geannuleerd vanwege coronapandemie | geannuleerd vanwege coronapandemie |
| 2021 | Duinkerke    | Frankrijk         | Pauliena Rooijakkers               | Riejanne Markus                    | Rozanne Slik                       |
| 2022 | Duinkerke    | Frankrijk         | Tessa Neefjes                      | Nina Kessler                       | Veronique Florizoone               |

1989 · 
1990 ·
1991 · 
1992 ·
1993 ·
1994 ·
1995 ·
1996 ·
1997 ·
1998 ·
1999 ·
2000 ·
2001 ·
2002 ·
2003 ·
2004 ·
2005 ·
2006 ·
2007 ·
2008 ·
2009 ·
2010 ·
2011 ·
2012 ·
2013 ·
2014 ·
2015 ·
2016 ·
2017 ·
2018 ·
2019 ·
2020 ·
2021 ·
2022 ·
2023
Kampioenschappen:  Olympische Spelen ·
 Wereldkampioenschappen ·
WK marathon ·
 Europese kampioenschappen
 Belgie ·
 Denemarken ·
 Duitsland ·
 Finland ·
 Frankrijk ·
 Groot-Brittannië ·
 Italie ·
 Nederland ·
 Oostenrijk ·
 Polen ·
 Zwitserland
Klassementen:  Wereldbeker ·
 3 Nations Cup
Meerdaagse wedstrijden  Cape Epic ·
 Transalp Challenge ·
 Crocodile Trophy ·
 Belgian Mountainbike Challenge
Eendaagse wedstrijden:  Grand Prix d’Europe ·
 Hondsrug Classic ·
 Roc d'Ardenne ·
 Roc d'Azur ·
 Salzkammergut Trophy ·
 Sea Otter Classic ·
 Stappenbelt MTB Trophy
Strandraces:  De Panne Beach Endurance ·
 Egmond-pier-Egmond ·
 Hoek van Holland-Den Helder
Historisch:  Benelux Cup ·  Belgian MTB Grand Prix ·  MTB Topcompetitie